# Винченцо Якуинта
Винченцо Якуинта (на италиански: Vincenzo Iaquinta) е италиански футболист на Ювентус, както и на националния отбор на Италия, с когото печели Световното първенство по футбол през 2006. Играе като нападател, но може да се изявява по крилото. Роден е на 21 ноември 1979 година в град Кутро, провинция Кротоне, Италия.

## Състезателна кариера
Като много калабрийци през 1980 г. родителите на Якуинта емигрират към Северна Италия поради по-добрите възможности за развитие. Преди да се присъедини към Удинезе, Якуинта играе в по-долни дивизии със своя брат. Първо се състезава за Реджиоло, после за Падова и Кастел Ди Сангро. В първия си мач в Шампионската лига отбелязва хеттрик, нещо с което всички фенове на Удинезе все още се гордеят и считат за най-добрия дебют на италианец в лигата. Следват проблеми с тима на Удинезе, който отказва да му плаща високата заплата, но всичко се оправя и Удинезе задържа Якинта до края на сезон 2006-2007.
През лятото на 2007 г. подписва петгодишния договор с Ювентус за сумата от € 11,5 милиона.
През сезон 2007-08 не успява да се наложи в Ювентус, и влиза предимно като смяна на някой от титулярното нападателно дуо Дел Пиеро и Давид Трезеге. Шансовете му за титуларно място значително намаляват и с привличането на бразилеца Амаури. Това поражда слухове, че Ювентус може да се опита да го продаде.

## Национален отбор
Дебютира за „Скуадра адзура“ на 30 март 2005 година срещу Исландия.
Той е част от Италианския Нац. отбор спечелил през 2006 г. Световното първенство по футбол. На него Винченцо вкарва втория гол за Италия срещу Гана. Взима участие в 5 от 7-те мача на Италия, включително полуфинала и финала. Якуинта не взима участие на Евро 2008, поради контузия.

## Успехи
Италия
- Световен шампион - 2006